# راموناس نافاردوساكاس
راموناس نافاردوساكاس (بالليتوانية: Ramūnas Navardauskas)‏ مواليد 30 يناير 1988 في شيلاله، ليتوانيا، هو دراج ليتواني في صنف سباق الدراجات على الطريق. شارك في دورة الألعاب الأولمبية الصيفية.

## سجل النتائج

### سباقات أو مراحل فاز بها
- طواف فرنسا
- طواف إيطاليا

### المراكز
- حقق المركز الـ 8 في طواف قطر 2012
- حقق المركز الـ 4 في طواف ألبرتا 2014
- حقق المركز الـ 4 في طواف بايرن 2015

## الميداليات
| الميدالية | المسابقة                                    |
| --------- | ------------------------------------------- |
| برونزية   | بطولة العالم لسباق الدراجات على الطريق 2015 |

## روابط خارجية
- راموناس نافاردوساكاس على موقع الاتحاد الدولي للدراجات (الإنجليزية)
- راموناس نافاردوساكاس على موقع أرشيف الدراجات (الإنجليزية)
- راموناس نافاردوساكاس على موقع إحصائيات الدراجات الإحترافية (الإنجليزية)
- راموناس نافاردوساكاس على موقع نسبة الدراجات (الإنجليزية)
- راموناس نافاردوساكاس على موقع CycleBase (الإنجليزية)
- راموناس نافاردوساكاس على موقع أوليمبيديا (الإنجليزية)
- راموناس نافاردوساكاس على موقع اللجنة الأولمبية الليتوانية (الليتوانية)